# کیسوکه شینوهارا
کیسوکه شینوهارا (انگلیسی: Keisuke Shinohara; ۱۲ ژوئن ۱۹۵۹ – ۱۷ اوت ۲۰۱۱) آهنگساز، و رهبر (موسیقی) اهل ژاپن بود.